# Tamagotchi!
Tamagotchi! (たまごっち!?) è una serie televisiva anime basata sull'omonimo gioco elettronico simulatore di vita di Bandai: Tamagotchi. L'opera è stata prodotta da Oriental Light and Magic, diretta da Jōji Shimura, scritta da Aya Matsui e con il character design di Sayuri Ichiishi, Shōji Yasukazu e Miwa Sakai. È stata trasmessa in Giappone sull'emittente TV Tokyo dal 12 ottobre 2009 al 3 settembre 2012 per un totale di 143 episodi.
La serie è continuata con tre sequel animati, realizzati dallo stesso staff di Tamagotchi! e trasmessi fino al 26 marzo 2015 per altri 128 episodi totali. Sebbene qualche episodio sia stato esportato e doppiato all'estero, le serie complete non sono mai state distribuite al di fuori del Giappone. Ne sono stati tratti anche due manga, una serie di light novel e dei videogiochi.

## Trama

### Tamagotchi!
Mametchi e i suoi amici passano la maggior parte delle loro giornate insieme. Nella prima stagione gli episodi parlano di Mametchi, Memetchi, Kuchipatchi e Lovelitchi/Lovelin. Nella seconda stagione viene aggiunta la leggenda del Kuchipatchi della verità e viene introdotto un nuovo personaggio di nome Telelin. Nella terza stagione viene introdotto un nuovo personaggio, Melodytchi e venne aggiunto un ulteriore personaggio prima della fine della terza stagione, Moriritchi. Nella quarta stagione viene introdotto un nuovo personaggio, Pashalin. Nella quinta stagione viene introdotta la leggenda dei Tama Heart. Qui i personaggi Lovelitchi/Lovelin e Melodytchi subiscono un restyling ai vestiti. Vengono introdotti dei nuovi personaggi: la Tamapet Kizunatchi e l'umana Tomomi. Nella sesta stagione compare un nuovo personaggio, Himespetchi e Homomi ritorna sulla terra. Nella settima stagione Kizunatchi si evolve nella sua forma adulta e lascia la serie. Mametchi, Memetchi, Kuchipatchi, Spaceytchi, Akaspetchi e Pipospetchi partono per studiare all'estero, nella città di Dream Town. In seguito anche Himespetchi parte per Dream Town.

### Tamagotchi! Yume Kira Dream
Mametchi e i suoi amici vanno a studiare all'estero, nella città di Dream Town, un posto dove vengono sostenuti i sogni altrui.
Lì incontrano le due aspiranti idol Yumemitchi e Kiraritchi. Un giorno le due visitano un circo e una signora anziana dà a ciascuna di loro una borsa speciale, la Yume Kira Bag. In seguito appaiono anche Himespetchi, Yumecantchi e quasi alla fine della stagione Pianitchi. Himespetchi torna sul suo pianeta natale. Nell'episodio successivo Mametchi e gli altri conoscono una nuova amica, Coffretchi, che in seguito sostituisce Himespetchi nel ruolo di batterista nel gruppo delle Kira Kira Girls. Yumecantchi lascia la serie e Yumemitchi e Kiraritchi partono per realizzare il loro sogno di diventare idol.

### Tamagotchi! Miracle Friends
Nella Dream Town del futuro vivono le due gemelle Miraitchi e Clulutchi. Il loro sogno è diventare delle famose fashion designer e dispongono di uno strumento per creare outfit, il Pocket Designer, creato da loro padre. A causa di un incidente nella loro epoca si ritrovano insieme a Watchlin nella Dream Town dei nostri giorni. Le due conoscono Mametchi e i suoi amici. Per ritornare nella loro epoca devono trovare tutti gli otto Dream Bakutchi, come richiesto da Doctor Future, loro padre. Ma il loro cammino è ostacolato da Smartchi (X-Kamen) e il suo assistente X, che sembrano volere i Dream Bakutchi per lo stesso motivo.

### Go-Go Tamagotchi!
Ogni mille anni il Pianeta Tamagotchi subisce uno speciale cambiamento chiamato Tamagottsun, questo è quando due città si "scontrano" per formare una sola grande città, in questo caso Tamagotchi Town e Dream Town, diventando così DreamTamaTown. La storia della serie si basa su questo principale evento e sull'interazione tra vecchi e nuovi personaggi.

## Media

### Anime
La serie televisiva anime Tamagotchi! è stata prodotta da Oriental Light and Magic e trasmessa su TV Tokyo dal 12 ottobre 2009 al 3 settembre 2012. Essa conta 143 episodi. Ogni episodio è suddiviso in due parti, a volte le storie sono connesse tra di loro, anche se nella maggior parte dei casi sono due storie diverse. A partire dall'episodio 95 gli episodi non sono più divisi in due. La serie è stata esportata a Hong Kong, Taiwan e nelle Filippine, e i primi 26 episodi sono stati doppiati in inglese e trasmessi su Disney XD negli Stati Uniti d'America e su 9GO! in Australia.
Una serie sequel, intitolata Tamagotchi! Yume Kira Dream (たまごっち! ゆめキラドリーム?, Tamagotchi! Yume Kira Dorīmu) e contenente 49 episodi, è andata in onda dal 10 settembre 2012 al 29 agosto 2013. Essa si incentra trasferimento dei tre protagonisti a Dream Town e sulle vite di Yumemitchi e Kiraritchi che sognano di diventare idol. Bandai America ha doppiato i primi sette episodi della serie, risuddividendoli in 14 webisodi più brevi distribuiti sul sito ufficiale di Tamagotchi. La terza serie, Tamagotchi! Miracle Friends (たまごっち! みらくるフレンズ?, Tamagotchi! Mirakuru Furenzu), è stata trasmessa dal 5 settembre 2013 al 27 marzo 2014 per un totale di 29 episodi. A questa ha fatto seguito una quarta e ultima serie, Go-Go Tamagotchi! (GO-GO たまごっち!?), trasmessa dal 3 aprile 2014 al 26 marzo 2015.
Dal 2 aprile al 29 settembre 2015 su TV Tokyo è andata in onda Tamagotchi! Tamatomo daishū Go (たまごっち！たまともだいしゅーGO?), una serie che replica alcuni episodi scelti tra tutte e quattro le serie. Essa presenta anche degli intermezzi live action con animazioni 3D e 2D, con due bambine come protagoniste che volano nello spazio intorno alla Terra e al Pianeta Tamagotchi con l'astronave/Tamagotchi Apollotchi. Tutte e quattro le serie sono state messe in commercio in DVD in Giappone da Bandai Visual. La prima serie Tamagotchi! è stata distribuita anche online sul servizio di streaming Bandai Channel.

### Colonne sonore
La musica per le colonne sonore delle serie sono state composte dal gruppo Aozora.
La prima serie conta quattro brani di apertura: Go-Go Tamagotchi! (GO-GO たまごっち!?) cantata da Yuria Naria (episodi 1-73), Like&Peace! cantata dai Dream5 (episodi 74-98), Kirakira Every day (キラキラ Every day?) cantata dai Dream5 (episodi 99-122) e I★my★me★mine! cantata dai Dream5 (episodi 123-143); e sette sigle di chiusura: Tama Tomo Forever (たまともフォーエバー?, Tama Tomo fōebā) cantata da Shoko Haida (episodi 1-25), Moshimo☆Paradise  (もしも☆パラダイス!?, Moshimo☆Paradaisu!) cantata da mao (episodi 26-48), Happy Happy Harmony (ハッピーハッピーハーモニー?, Happī Happī Hāmonī) cantata da Lovelitchi/Lovelin (episodi 49-73), Smiling! cantata da Lay (episodi 74-85), Kizuna (キズナ?) cantata da SHU-I (episodi 86-98), Inori (いのり?) cantata da Asian Engineer (episodi 99-122) e Janken Pon! (じゃんけんPON!?) cantata dai Dream5 (episodi 123-143).
La seconda serie ha due sigle di apertura: Doremi fasorairo (ドレミファソライロ?, Doremi fasorairo) cantata dai Dream5 (episodi 1-27) e Rock 'n' Heart! (ロックン・ハート!?, Rokkun hāto!) cantata da Misato Fukuen e Megumi Toyoguchi (episodi 28-49); e due sigle di chiusura: Kitto zutto Happy! (きっとずっとHappy!?) cantata dai Dream5 (episodi 1-27) e Powerful Beat! (パワフル・ビート!?, Pawafuru Bīto!) cantata da Rie Kugimiya, Asami Yaguchi, Yuko Sanpei e Mariya Ise (episodi 28-49).
La terza serie utilizza come sigla di apertura Miracle☆Travel (みらくる☆トラベル?, Mirakuru☆Toraberu) cantata da Chiwa Saitō e Emiri Katō, e come sigla di chiusura Itsuka itsuka (いつかいつか?) cantata da Rie Kugimiya. La quarta serie ha una sigla di apertura, Go-Go Tamagotchi! (GO-GO たまごっち!?) cantata da Hitomi (episodi 1-25) e da Rie Kugimiya (episodi 26-50), e due sigle di chiusura: RAINBOW cantata da Hitomi (episodi 1-25) e Baby I cantata da Ariana Grande (episodi 26-50).